# Alvaro Flórez de Quiñones
Alvaro Flórez de Quiñones (Pola de Somiedo, Astúrias, c. 1549 — 1591), cavaleiro de Santiago e capitão-general das Armadas das Índias. Nas crónicas da época também é conhecido pelos nomes de Álvaro Flores Quinhones, Álvaro Flores Valdés, Alvaro León Pinelo ou Flórez Quintana.

## Biografia
Nasceu c. 1549 em Pola de Somiedo, concelho de Somiedo, nas Astúrias, filho primogénito de Baltasar Pérez, fundador da casa de Pola de Somiedo (1576), e de María Arias de Rabanal.
Serviu na Marinha Real de Espanha durante muitos anos, exercendo a partir de 1574 o cargo de capitão-general das frotas das Índias. Quando em 1585-1586 o inglês Sir Francis Drake, com uma esquadra de 27 navios e 2 500 homens, atacara e saqueara as cidades espanholas de Santo Domingo, Cartagena das Índias e San Agustín, então a capital da Florida, em 1586 o general asturiano foi enviada em sua busca,com 17 galeões, 4 patachos e 3 000 homens. A expedição não teve sucesso, pois por essa altura já Drake e os seus homens tinham regressado a Plymouth com o grande saque que obtiveram.
Faleceu em 1591, deixando em testamento dinheiro para edificar em Somiedo um colégio jesuíta ou, na sua falta, uma igreja para seu panteão.